# 笔架山侵华日军碉堡
笔架山侵华日军碉堡，是深圳市历史建筑之一，位于中国广东省深圳市福田区华富街道华山社区笔架山公园主峰和次峰山地上。该建筑物建于民國時代，属于近現代建築，为軍事建築及設施。